# Tobias Englmaier
Tobias Englmaier (* 29. Januar 1988 in München) ist ein deutscher Judoka, der in der Gewichtsklasse bis 60 kg antritt.
Englmaier startet bereits seit 2003 international, 2006 und 2007 war er deutscher Juniorenmeister. Sein erster großer internationaler Erfolg war sein Sieg beim Weltcup in Lissabon 2010. 2011 belegte er beim Weltcup in Bukarest den zweiten Platz hinter dem Georgier Betkili Schukwani. Im Februar 2012 erkämpfte Englmaier den fünften Platz beim Turnier in Paris und den dritten Platz beim Grand Prix in Düsseldorf. Bundestrainer Detlef Ultsch nominierte Englmaier daher für die Olympischen Spiele 2012 in London, dort unterlag er in der ersten Runde dem Armenier Howhannes Dawtjan. 2014 gewann Englmaier seinen ersten Deutschen Meistertitel in der Erwachsenenklasse. Bei den Judo-Weltmeisterschaften 2013 und den Judo-Europameisterschaften 2014 erhielt Englmaier jeweils die Bronzemedaille mit der Mannschaft. Bei seiner zweiten Olympiateilnahme 2016 in Rio de Janeiro unterlag er in der zweiten Runde gegen den Brasilianer Felipe Kitadai.
In der Judo-Bundesliga startet Englmaier für seinen Heimatverein TSV München Großhadern.